# 庫頁島朝鮮人
庫頁島朝鮮人（俄语：Сахали́нские коре́йцы；：／）是居住在库页岛的朝鲜族居民。他们的根源可以追溯到日治时期后半。

## 历史

### 日占时期

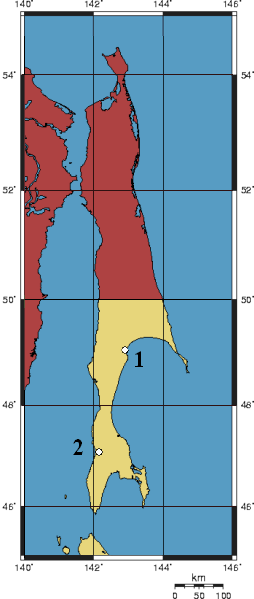
发生屠杀的大致地点
1: 波羅奈斯克 (上敷香)
2: 霍爾姆斯克 (瑞穂村)
苏联
大日本帝国

日俄战争后，日本占领了库页岛南部并建立了樺太廳；尽管自1920年代就有朝鲜人迁居庫頁島，但这类人员仍属少数；1930年代至1940年代期间，日本为了在第二次世界大战战时补充不足的劳动力，开始招募朝鲜人前往樺太廳，朝鲜人才开始大量流入库页岛。根据萨哈林州公文书的史料，战后初期当地的朝鲜人数量约为23,000人。
1945年8月，苏联撕毁日蘇中立條約并开始进攻南樺太。在混乱中朝鲜族可能充当苏联间谍的谣言被广泛传播，导致日本警察和平民开始对朝鲜人进行针对性的虐杀。尽管关于屠杀的信息流传甚少，但仍有两个例子相对广为人知：8月18日（或17日）发生的上敷香事件以及8月20日至23日发生的瑞穂事件。

### 二战结束后
1945年8月，苏联占领南樺太，同时日本投降。尽管库页岛的日本居民大部分被遣返日本，但苏联在遣返问题上有意进行选择性处理，日本政府也以朝鲜人自舊金山和約生效後便失去了本国国籍为理由对其置之不理，当时的韩国政府更无力接收他们，且由于冷战格局，大韩民国与苏联处于敌对关系，因而庫頁島朝鮮人在韩国、苏联、日本三国的共同冷漠之下，作为无国籍者过着艰难的生活；尽管朝鮮民主主義人民共和國也曾试图劝诱他们，但由于庫頁島朝鮮人多来自于朝鲜半岛南部的全罗道与庆尚道，因此这个提议未能进行下去。
到了20世纪60年代和70年代，尽管一部分人取得了苏联国籍，但希望回到大韩民国的第一代人仍以无国籍身份艰难生活。1988年以后，随着大韩民国与苏联关系的改善，他们的故乡探访计划得以推进，部分人访问了韩国，其中有些人希望在韩国定居，于是建立了萨哈林侨胞定居村。大韩民国政府只支持第一代的回归，并拒绝承认那些出生于未取得苏联国籍的萨哈林同胞家庭的第二代及以下子女为韩国人。然而，韩国法院裁定，出生在未取得苏联国籍、事实上无国籍的萨哈林韩裔家庭的第二代，应视为大韩民国国籍者。

## 文化

### 名称
在朝鲜姓氏西里尔化后，拼写与发音可能与罗马拼音略有不同；此外，朝鲜民族的命名方式与东斯拉夫人的命名方式存在巨大差异。尽管老一辈的成员依旧使用着朝鲜语人名，但相对年轻的一代则是以俄语人名居多；然而，随着韩流兴起，年轻人接触韩国流行文化的机会变得越来越多，导致很多人会用电视剧的角色名去给孩子命名。父名的使用则并不普遍。

### 语言
由于渴望回归故里，库页岛朝鲜人一直保持着旅居而非定居的心态，心态不同也导致库页岛朝鲜人的韩语水平要远高于中亚高丽人；当地自1949年起发行朝鲜语周报，当地的韩语广播也从1956年开始运营。 当地也会播放韩语电视节目，但通常配有俄文字幕。此外，在苏联时期，库页岛朝鲜人经常被聘为面向中亚高丽人的官方媒体担任播音员和撰稿人。然而，与中亚高丽人不同的是，库页岛朝鲜人的口语与咸镜方言或高麗語的关系并不密切，而是源自全罗和庆尚方言。由于直到20世纪80年代南韩与苏联都没有建立外交关系，当地韩语的教学资料基本为朝鲜方提供或本地自行编写。因此当地形成了独特的语言现象：书面语使用朝鲜的标准，而在广播中说话的方式却类似于南韩首尔方言。

## 宗教
他们多数信仰东正教与新教。